# 林昭亮
林昭亮（Cho-Liang Lin，又名，1960年1月29日—），出生于台湾台北，在台湾新竹市长大，是一位台美混血的古典音乐小提琴家。

## 生平
父親林國經曾任國立清華大學的客座教授，並在新竹市工業技術研究院的原子能科學委員會擔任研究員。母親俞國林是英文老師。
林昭亮從5歲時開始學習小提琴，在台灣期間受李淑德教導。1972年赴澳洲雪梨大學音樂學院附中就讀悉尼音乐学院學習琴藝，師從羅伯特·皮克勒。1975年轉往美國的茱莉亞學院，受多罗西·迪蕾的指導。19歲時，在紐約艾弗里費雪廳以西贝柳斯小提琴協奏曲作公開首演，與奧曼第指揮的費城交響樂團合演，演奏西贝柳斯小提琴協奏曲。20岁时，他在好莱坞露天剧场与洛杉矶爱乐乐团和迈克尔·蒂尔森·托马斯合作演出贝多芬小提琴协奏曲，首次登台亮相。.31歲時獲茱莉亞音樂學院的邀請，返回母校任教。於1997至2003年間擔任台北國際巨星音樂節總監。2001年至2018年擔任美國加州拉荷亞夏季音樂節總監。2000年獲《音樂美國》選為年度器樂演奏家。2001年，擔任拉荷亞音樂協會（LaJolla MusicSociety）舉辦的仲夏音樂節音樂總監。 2006年，受聘為美國萊斯大學教授； 2011年起擔任香港國際室內樂音樂節總監。2019年，林昭亮於臺灣國立臺北藝術大學舉辦第一屆的台北大師星秀音樂節。
曾與許多交響樂團、作曲家及演奏家合作，例如：馬友友、叶菲姆·布朗夫曼、温顿·马沙利斯、埃萨-佩卡·萨洛宁、伦纳德·斯拉特金、迈克·提尔森·托马斯、艾萨克·斯特恩、黃海倫 、譚盾、盛宗亮等。 他的学生包括西雅图交响乐团的首席小提琴手诺亚·盖勒（Noah Geller）、芝加哥交响乐团的副首席斯蒂芬妮·郑（Stephanie Jeong）、古典小提琴家諏訪內晶子（Akiko Suwanai）以及演奏小提琴家五嶋龙（Ryu Goto）。

### 爭議
2023年6月20日，一位女钢琴家指控林昭亮性骚扰。指控行为包括抓她的臀部、亲吻她，以及强迫她与他共度一夜。6月22日，林昭亮通过其律师否认了这些指控。第二天，另一位女性大提琴家也指控林昭亮骚扰。他创办的台北大师星音乐节由联合指挥伦纳德·斯拉特金（Leonard Slatkin）接替了他的职务。林昭亮在7月10日再度回應指控。

## 个人生活
1995年9月2日與妻子何瑞燕結婚。兩人育有一個女兒。

## 获奖与荣誉
- 1989年以西貝流士、尼爾森小提琴協奏曲，獲得留聲機獎「最佳協奏曲錄音」，同時此專輯以及布魯赫第一號小提琴協奏曲、蘇格蘭幻想曲專輯獲得《企鵝激光唱片指南》“三星帶花”評鑒。 [1]
- 美國Stereo Review雜誌年度最佳專輯
- 葛萊美獎兩次入圍
- 2000年獲《音樂美國（英语：Musical America）》雜誌評選為年度器樂演奏家[13]

## 唱片
- 海顿：第一號小提琴協奏曲；維厄當：第五號小提琴協奏曲，明尼苏达管弦乐团（指揮：內維爾·馬里納）（1983）
- 门德尔松&圣桑：小提琴协奏曲，愛樂管弦樂團（指揮：邁可·提爾森·湯瑪斯）（1984）
- Bravura，鋼琴伴奏：桑德拉·瑞物爾斯（Sandra Rivers）（1984）
- 斯特拉文斯基：意大利組曲；二重奏協奏曲；小夜曲（Stravinsky: Suite Italienne, Duo Concertante, Divertimento）鋼琴伴奏：安德烈-米歇爾·史屈布（英语：Andre-Michel Schub）（1986）
- 莫扎特：第三号、第五号小提琴协奏曲，英国室内乐团（指挥：伦纳德·斯拉特金）（1987）
- 莫扎特：第一号、第四号小提琴协奏曲，英国室内乐团（指挥：伦纳德·斯拉特金）（1988）
- 西貝流士&尼爾森：小提琴協奏曲，愛樂管弦樂團、瑞士廣播交響樂團（英语：Swedish Radio Symphony Orchestra）（指揮：埃萨-佩卡·萨洛宁）（1988）
- 门德尔松&布鲁赫：小提琴协奏曲；萨拉萨蒂：塔兰泰拉序曲；克莱斯勒：爱的欢乐，愛樂管弦樂團（指揮：邁可·提爾森·湯瑪斯），芝加哥交响乐团（指挥：伦纳德·斯拉特金）（1989）
- 莫扎特：第二号小提琴协奏曲（Mozart: Violin Concerto No. 2; Rondo, K. 373; Concerto, K. 271a），英国室内乐团（指挥：伦纳德·斯拉特金）（1990）
- 布鲁赫：第一号小提琴协奏曲；苏格兰幻想曲（Bruch: Violin Concerto No. 1 / Scottish Fantasy），芝加哥交响乐团（指挥：伦纳德·斯拉特金）（1990）
- 莫扎特：交响协奏曲；双小提琴协奏曲（Mozart: Sinfonia Concertante; Concertone），小提琴：海梅·拉雷多（英语：Jaime Laredo），英国室内乐团（指挥：伦纳德·斯拉特金）（1991）
- 普罗科菲耶夫：第一号、第二号小提琴协奏曲；斯特拉文斯基：小提琴协奏曲，洛杉矶爱乐乐团（指挥：埃萨-佩卡·萨洛宁）（1994）
- 普朗克，拉威尔，德彪西：小提琴钢琴作品（Poulenc, Ravel, Debussy: Works for Violin and Piano），鋼琴：保罗·克罗斯利（英语：Paul Crossley (pianist)）（1996）
- 谭盾：京剧外传，死与火，乐队剧场2（Tan Dun: Out of Peking Opera / Death and Fire / Orchestral Theatre II），赫爾辛基愛樂樂團（指挥：湯沐海）（1998）
- 典藏莫札特（The Best Music of Mozart） （2003）
- 浪漫經典（The Romantic Classics）（2003）
- 林昭亮的無限經典（Through All Eternity）（2000）
- 维瓦尔第：四季，Sejong，安東尼·紐曼（英语：Anthony Newman）（2006）

### 多重奏
- 勃拉姆斯 降B大调弦乐六重奏，艾萨克·斯特恩（第一小提琴），林昭亮（第二小提琴），马友友（大提琴）
- 勃拉姆斯 G大调弦乐六重奏，艾萨克·斯特恩（第一小提琴），林昭亮（第二小提琴），马友友（大提琴）
- 勃拉姆斯 G大调第二弦乐五重奏，艾萨克·斯特恩（第一小提琴），林昭亮（第二小提琴），马友友（大提琴）
- 舒伯特   C大调弦乐五重奏，艾萨克·斯特恩（第一小提琴），林昭亮（第二小提琴），马友友（大提琴）
- 博凯里尼 E大调弦乐五重奏，艾萨克·斯特恩（第一小提琴），林昭亮（第二小提琴），马友友（大提琴）
- GERBER, S.: Chamber Music - Piano Trio / Duo / Elegy / Notturno / Gershwiniana，Nikkanen, 林昭亮, Beroukhim, B. Smith, Buechner